# Baylis
Baylis – wieś w Stanach Zjednoczonych, w stanie Illinois, w hrabstwie Pike.